# Aleksandros Tsandikidis
Aleksandros Tsandikidis (gr. Αλέξανδρος Τσαντικίδης) – grecki zapaśnik walczący w stylu wolnym. Zajął osiemnaste miejsce na mistrzostwach Europy w 2020. Srebrny medalista mistrzostw śródziemnomorskich w 2018 roku.